# Вила Вичентина
Вѝла Вичентѝна (на италиански: Villa Vicentina; на фриулски: Vile Visintine, Виле Висинтине) е село в Северна Италия, община Фиумичело Вила Вичентина, провинция Удине, автономен регион Фриули-Венеция Джулия. Разположено е на 9 m надморска височина.